# Chiesa paritaria di Sant'Albino
La chiesa paritaria di Sant'Albino è un edificio religioso che si trova a Ermatingen, comune svizzero nel distretto di Kreuzlingen (Canton Turgovia).

## Storia
La chiesa risale al XII o al XIII secolo. Durante la Guerra sveva del 1499 la chiesa fu bruciata. Nel corso della riforma e della controriforma in Svizzera i dipinti e gli altari furono portati via dalla chiesa. Dopo la seconda pace di Kappel, nel 1546, il rapporto paritario fu ricostituito e da allora la chiesa viene utilizzata sia dai cattolici che dai luterani evangelici. Nel 1649 la chiesa subì un ampio restauro. Negli anni 1749/1750 vi fu una grande ristrutturazione diretta dall'architetto Johann Michael Beer, mentre l'altar maggiore e la volta del coro furono decorati da Franz Ludwig Hermann.